# 卢恩石刻

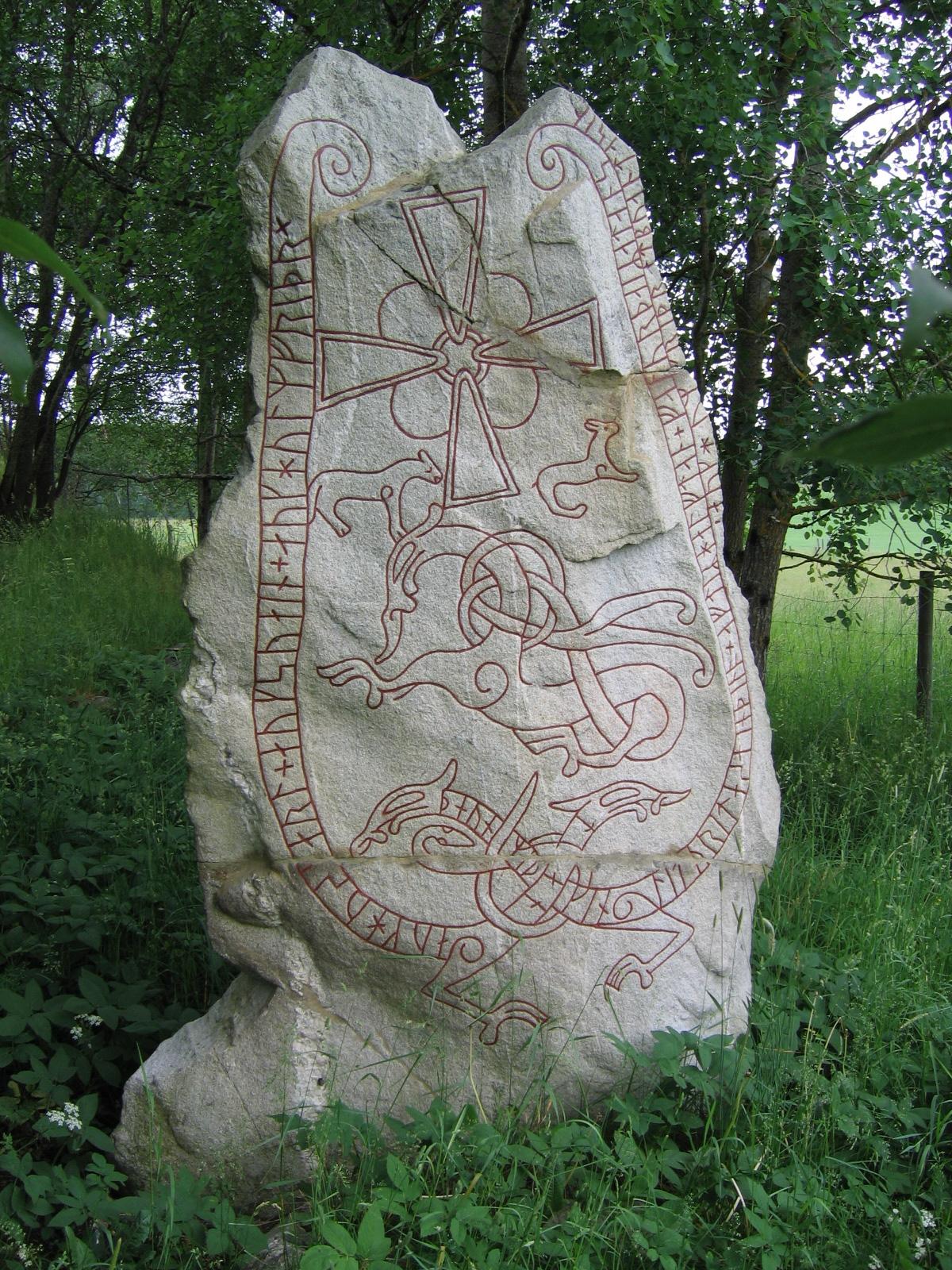
位于瑞典的Lingsberg Runestone, 编号为U240

卢恩石刻（英語：Runestone），通常是指刻有盧恩字母的石頭，也可用來表示刻在巨石和基岩上的銘文。這項傳統開始於4世紀，一直持續到12世紀，但大多集中於維京時期。大多數符文位於斯堪的納維亞半島，但也有少部份隨著斯堪的那維亞人（諾斯人）的足跡散佈至世界各地。符文通常被用來紀念已經逝去的人，以明亮而鮮豔的顏料書寫，但多半已經蛻色而不再鮮豔。